# Don Martin (rapper)
Don Martin, pseudonimo di Martin Ahzami Raknerud (Oslo, 6 novembre 1978), è un rapper norvegese.

## Biografia
Don Martin ha fatto il suo debutto discografico con l'album in studio Situation Normal All Fucked Up (2005). Tuttavia, soltanto col terzo LP En Gang Romsåsgutt Alltid Romsåsgutt (2013) è salito alla ribalta; il progetto, vincitore dello Spellemannprisen all'urban, ha esordito al 25º posto della VG-lista.
Il suo disco più recente, intitolato Public Enemy, è in collaborazione con lo svedese Promoe ed è uscito nel gennaio 2019.

## Discografia

### Album in studio
- 2005 – Situation Normal All Fucked Up
- 2009 – Sikter på månen og lander på taket (con Jester)
- 2013 – En Gang Romsåsgutt Alltid Romsåsgutt
- 2014 – Mann for min hatt
- 2016 – Løvehjerter blant slangene i en tigerstad
- 2019 – Public Enemy (con Promoe)

### EP
- 2006 – Motgift (con Supa Sayed)

### Raccolte
- 2020 – Mosaikk

### Singoli
- 2009 – La meg begynne (con Jester)
- 2013 – Æresdrap
- 2013 – Nilsen (con Tommy Tee)
- 2015 – Berg og Dalbane (feat. Boss Castro)
- 2016 – Ordfører (con Jonas Benyoub)
- 2016 – Alle må falle
- 2016 – Del av meg (feat. Boss Castro & Fela)
- 2018 – Valet (con Promoe feat. Imchibeat)
- 2018 – Vafan (con Promoe)
- 2018 – Geni (con Promoe)
- 2020 – Valet (Mosaikk) (con Promoe)
- 2020 – Del av meg (Mosaikk) (con Fela (Ar))
- 2020 – Linje 5 (Mosaikk)
- 2022 – Salud (con Fela (Ar) e Boss Castro feat. Tommy Tee & Blokk til blokk)
- 2022 – Ice T (con Fela (Ar) e Boss Castro feat. Blokk til blokk)
- 2023 – Base (con Boss Castro e Fela (Ar) feat. Blokk til blokk)
- 2023 – Snakk til meg pent (con Fela (Ar) e Boss Castro feat. Blokk til blokk & Tommy Tee)
- 2023 – 06 TDK (con Tommy Tee e Blokk til blokk feat. Fela (Ar) & Boss Castro)
- 2024 – Ikke mist deg selv (con Blokk til blokk e Fela (Ar) feat. Boss Castro)